# 一周半跳
一周半跳（Axel jump），是花样滑冰业余比赛的六种常见跳跃中技术难度最高的跳跃。在花样滑冰界，Axel jump常简写为Axel或字母A。

## 技巧
一周半跳，因起跳足用刃的区别、以及起跳足和落冰足是否相同，可分为很多类型。
对逆时针旋转的运动员而言，最常见的一周半跳，起跳时向前滑行，用左足前外刃起跳，右足刀齿不点冰，旋转540度后，用右足后外刃落冰，左足不接触冰面，并向后滑行。
对顺时针旋转的运动员而言，最常见的一周半跳，起跳时向前滑行，用右足前外刃起跳，左足刀齿不点冰，旋转540度后，用左足后外刃落冰，右足不接触冰面，并向后滑行。
一周半跳既可作为单跳，又可作为联合跳跃中的第一跳，或连续跳跃中的某个跳。

## 分值表
根据国际滑冰联盟（ISU）于2004年通过的《国际滑冰联盟新评分系统》，后外点冰跳的基础分值见下表：
| 中文全称 | 英文全称            | 英文缩写 | 空中旋转 | 基础分值 |
| -------- | ------------------- | -------- | -------- | -------- |
| 一周半跳 | single Axel jump    | 1A       | 540度    | 1.1      |
| 两周半跳 | double Axel jump    | 2A       | 900度    | 3.3      |
| 三周半跳 | triple Axel jump    | 3A       | 1260度   | 8.0      |
| 四周半跳 | quadruple Axel jump | 4A       | 1620度   | 12.5     |

## 历史
挪威選手艾克索·保羅森于1882年在比賽中首次成功完成一周半跳，因此得名艾克索跳（Axel jump）。挪威選手桑雅·赫尼是目前已知的第一位在比賽中成功完成一周半跳的女運動員。在1948年冬季奥林匹克運動會中，美國選手迪克·巴頓成為第一位在比賽中成功完成兩周半跳的運動員。1953年美國選手卡羅·海斯成為第一位在比賽中成功完成兩周半跳的女運動員。
在1978年世界花样滑冰錦標賽中，加拿大選手韋恩·泰勒（Vern Taylor）是第一位在比賽中成功完成三周半跳的運動員，此後，隨着掌握該技術的男運動員越來越多，三周半跳被看作成年男子單人滑比賽中不可或缺的跳躍動作。然而至今能够在比賽中成功完成三周半跳的女運動員屈指可數，絕大多數女運動員甚至從未嘗試過。在1989年世錦賽中，日本選手伊藤綠成為第一位在比賽中成功完成三周半跳的女運動員。此後，部分女運動員開始嘗試三周半跳，但成功的人很少。例如，美國選手坦雅·哈定在1991年全美錦標賽中成功完成了三周半跳；日本選手中野友加里在2002年大獎賽中美國站中成功完成了三周半跳；美國選手金米·梅斯納爾在2005年全美錦標賽中成功完成了三周半跳。在2005年日本錦標賽中，日本選手浅田真央成為第一位在一套節目中成功完成兩個三周半跳的女運動員。
在2022年美國國際花式滑冰經典賽中，美國選手伊利亞·馬里寧在男子長曲中成功完成第一個四周半跳。